# Vidra (Alba)
Vidra (Alba) é uma comuna romena localizada no distrito de Alba, na região histórica da Transilvânia. A comuna possui uma área de 60.20 km² e sua população era de 1869 habitantes segundo o censo de 2007.